# متنزه هوانج الوطني
متنزه هوانج الوطني هو متنزه وطني يقع في شمال غرب زيمبابوي على الطريق الواصل بين بولاوايو وشلالات فيكتوريا.تأسس المتنزه في 1928. (1961 as a National Park)